# Kyffhäuser
Le Kyffhäuser est un massif de moyenne montagne escarpé situé en Allemagne centrale, au sud-est du Harz, sur la limite entre les Länder de Thuringe et de Saxe-Anhalt. 

## Géographie

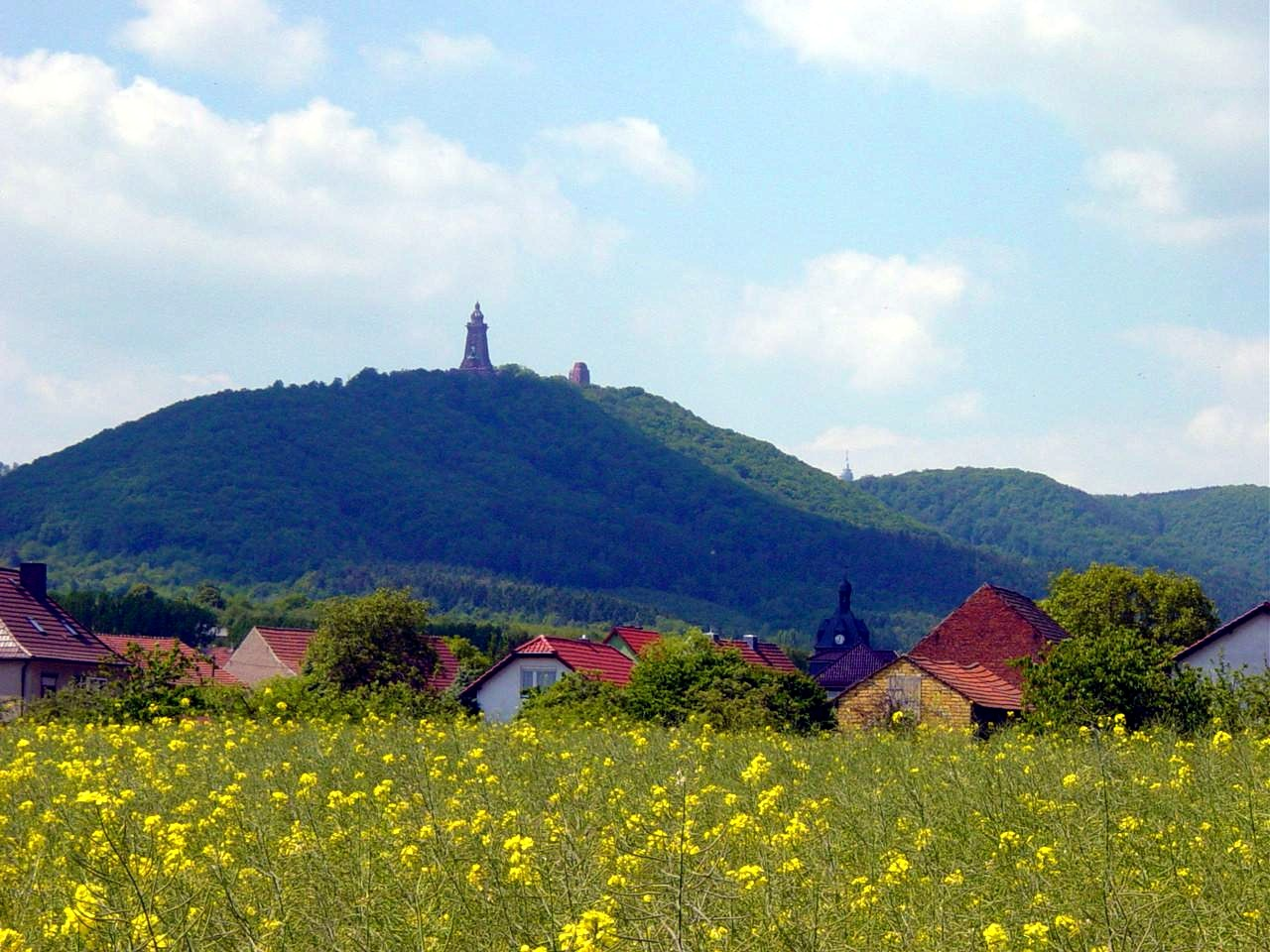
Le Kyffhäuser vu du nord-est, surmonté du Monument à Frédéric Barberousse

Il s'étend sur quelque 70 km2 et est appelé pour cette raison « le plus petit massif de moyenne montagne d'Europe centrale ». Au nord, la rivière Helme, un affluent de l'Unstrut, traverse la plaine fertile de la Goldene Aue.
Le plus haut sommet est le Kulpenberg, à 473,6 mètres d'altitude, dominé par une tour de télévision de 94 mètres de hauteur. La plus grande partie du massif est couverte de forêts, excepté les bordures ouest et sud constituées de terrains sédimentaires karstifiés, de surcroît à forte teneur en gypse.
Le Kyffhäuser a donné son nom à l'arrondissement de Kyffhäuser (Kyffhäuserkreis), en Thuringe. À son pied se trouvent les petites villes de Bad Frankenhausen au sud et Kelbra (Kyffhäuser) au nord-ouest.

## Histoire
Les ruines d'un château médiéval, le Reichsburg Kyffhausen, sont situées sur les pinacles rocheux près de Bad Frankenhausen. La forteresse fut reprise par Lothaire de Supplinbourg, le duc de Saxe, pendant sa confrontation avec l'empereur Henri V en 1118. Plus tard, elle fut un lieu de résidence de la maison de Hohenstaufen.
Selon une vieille légende, l'empereur Frédéric Barberousse se serait, avec sa suite de fidèles, endormi dans une caverne au cœur du Kyffhäuser, d'où il se réveillera un jour pour rétablir l'empire germanique dans son unité et sa splendeur. Un monument inspiré par ce mythe populaire a été édifié à la fin du XIXe siècle sur un sommet secondaire du massif.

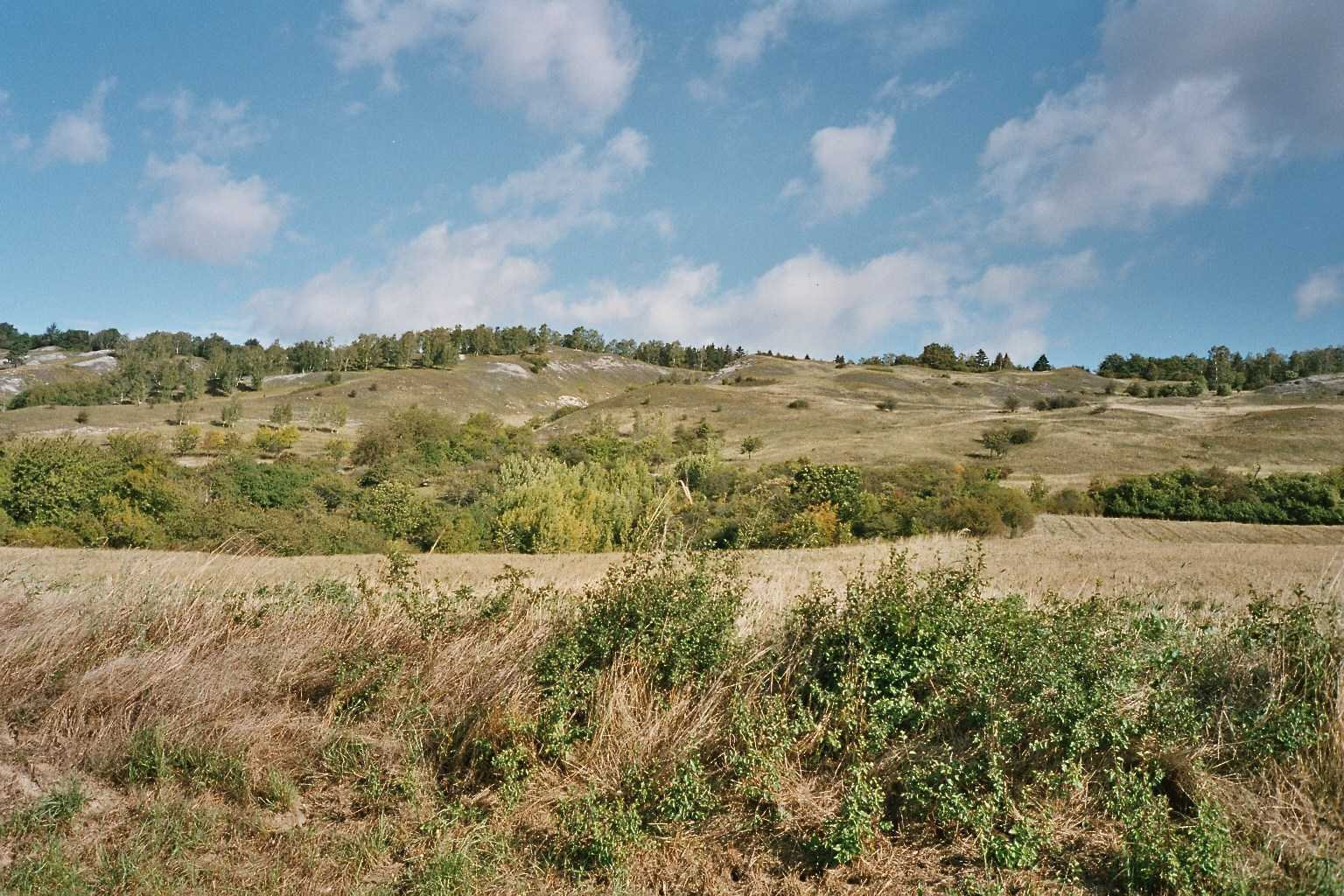
Pentes karstiques du Kyffhäuser